# Rayners Lane metróállomás
A Rayners Lane a londoni metró egyik állomása az 5-ös zónában, a Metropolitan line és a Piccadilly line érinti.

## Története
Az állomást 1906. május 26-án a Metropolitan line részeként nyitották meg Rayners Lane Halt néven. 1910. március 1-jétől a District line is érintette az állomást, melyet 1933. október 23-án felváltott a Piccadilly line.

## Forgalom
| Járat | Útvonal | Gyakoriság      |
| ----- | --- | --------------- |
|       | Aldgate – Liverpool Street – Moorgate – Barbican – Farringdon – King’s Cross St. Pancras – Euston Square – Great Portland Street – Baker Street – Finchley Road – Wembley Park – Preston Road – Northwick Park – Harrow-on-the-Hill – West Harrow – Rayners Lane – Eastcote – Ruislip Manor – Ruislip – Ickenham – Hillingdon – Uxbridge | 7-9 percenként  |
|       | Cockfosters – Oakwood – Southgate – Arnos Grove – Bounds Green – Wood Green – Turnpike Lane – Manor House – Finsbury Park – Arsenal – Holloway Road – Caledonian Road – King’s Cross St. Pancras – Russell Square – Holborn – Covent Garden – Leicester Square – Piccadilly Circus – Green Park – Hyde Park Corner – Knightsbridge – South Kensington – Gloucester Road – Earl’s Court – Barons Court – Hammersmith – Turnham Green – Acton Town – Ealing Common – North Ealing – Park Royal – Alperton – Sudbury Town – Sudbury Hill – South Harrow – Rayners Lane – Eastcote – Ruislip Manor – Ruislip – Ickenham – Hillingdon – Uxbridge | 5-20 percenként |

## Átszállási kapcsolatok
| Állomás      | Átszállási kapcsolatok              |
| ------------ | ----------------------------------- |
| Rayners Lane | Helyi buszok (Rayners Lane Station) |

## Fordítás
- Ez a szócikk részben vagy egészben  a   Rayners Lane tube station című angol Wikipédia-szócikk fordításán alapul.  Az eredeti cikk szerkesztőit annak laptörténete sorolja fel. Ez a jelzés csupán a megfogalmazás eredetét és a szerzői jogokat jelzi, nem szolgál a cikkben szereplő információk forrásmegjelöléseként.